# Gare Delson
Cet article concerne la gare. Pour la ville de Delson, voir Delson.
La gare Delson est une gare du Réseau de transport métropolitain située dans la ville du même nom. Elle dessert les trains de banlieue de la ligne Candiac.

## Correspondances

### Autobus

#### Exo Roussillon[2]
| Circuit | Destinations                | Tracé | Horaires |
| ------- | --------------------------- | ----- | -------- |
| 36      | Delson – Autoparc de Delson | [N/D] | Horaires |